# Illiers-l'Évêque

Illiers-l'Évêque este o comună în departamentul Eure, Franța. În 1 ianuarie 2022 avea o populație de 1.018 de locuitori.